# Hackewitz

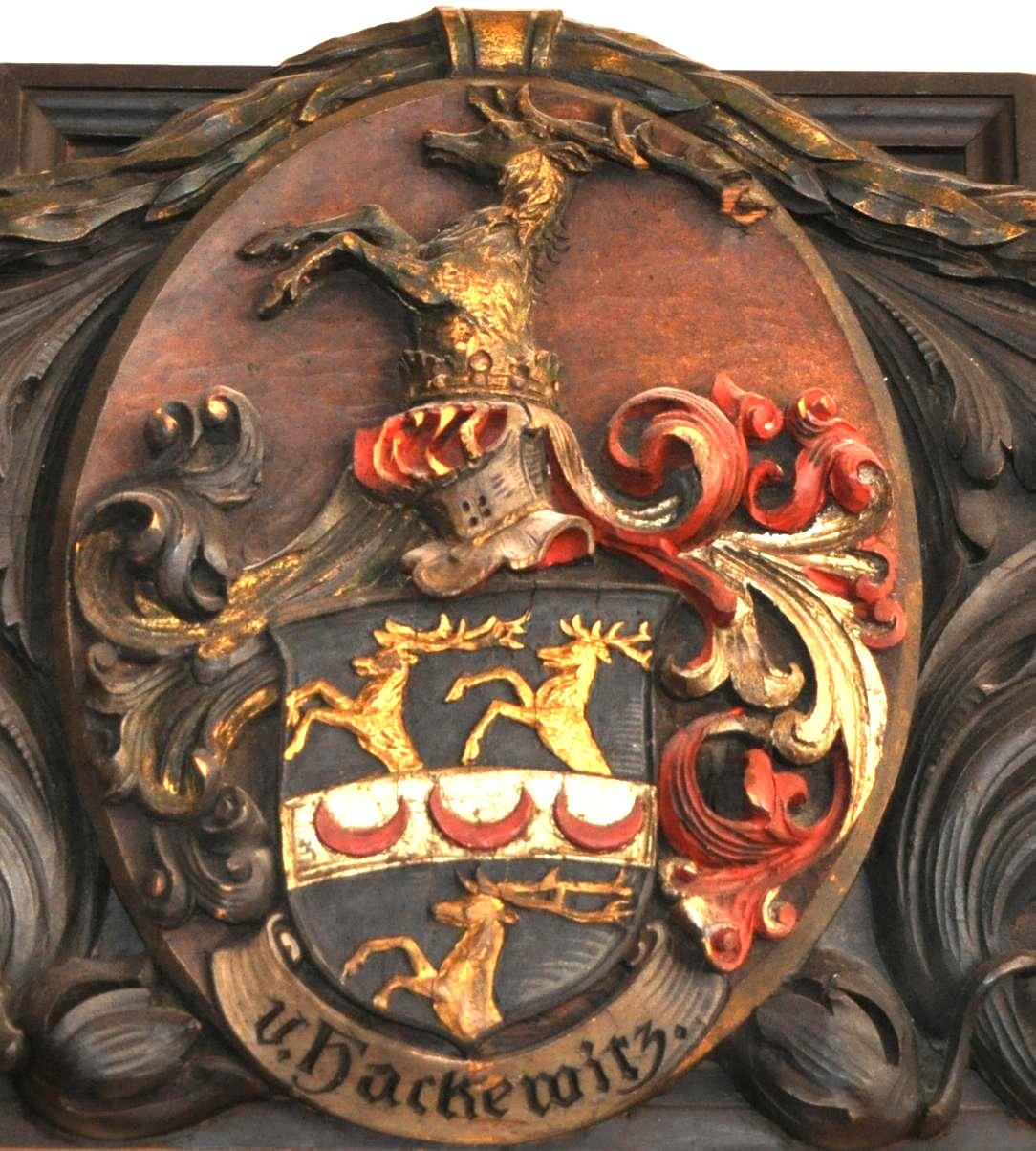
Wappen derer von Hackewitz im Kreishaus in Greifswald

Hackewitz ist der Name eines pommerschen Adelsgeschlechts, das in Vorpommern begütert war.

## Geschichte
Die Familie beginnt ihre Stammreihe mit dem herzoglich pommerschen Kammerjunker Franz Albrecht Hackwitz, der 1622 mit Klein Ernsthof, Kräselin (heute Wüstung) und Gustebin bei Wolgast belehnt wurde. Sie hatte vor 1692 das Tertialgut von Wusterhusen-Stevelin-Warsin in Besitz. Denn der Sohn des Franz Albrecht I. von Hackewitz-Klein Ernsthof, der königlich schwedische Rittmeister Franz Joachim von Hackewitz wurde 1693 in Wusterhusen geboren. Genannt wurde in den schwedischen Reduktionsverfahren der Cornett Franz Heinrich von Hackewitz.
Ephraim Joachim von Hackewitz-Stevelin (1754–1826) vollzog und untersiegelte als Mitglied der Schwedisch-Pommerschen Ritterschaft das so genannte Revers von 1806. Sein Enkel Adalbert von Hackewitz trat 1867 dem Johanniterorden bei und wurde Mitglied der Pommerschen Provinzial-Genossenschaft dieser Kongregation. Er saß auf Wahlendow und Waschow bei Lassan. Das Rittergut Wahlendow mit der Pertinenz Weißmühl war seit 1864 in seinem Besitz. Er hatte es von seinem Vater Karl Gustav von Hackewitz (1791–1864) geerbt, der es 1821 durch Erbschaft von seinem verstorbenen Onkel von Schwanefeld erhalten hatte.
Die von Hackewitz blieben noch bis weit nach 1915 im Besitz des erwähnten Tertialgutes, hatten es aber oft verpachtet. Stevelin als eigentlichem Hauptsitz der Familie konnte bis zu der Generation des Obersts a. D. Karl von Hackewitz (1860–1923), liiert mit Gertrud Wellenberg, nach 1914 gehalten werden. Die Familie wohnte aber bereits in Greifswald. Alle ihre direkten Nachfahren fielen sämtlich als Offiziere zwischen 1940 und 1945.

## Wappen

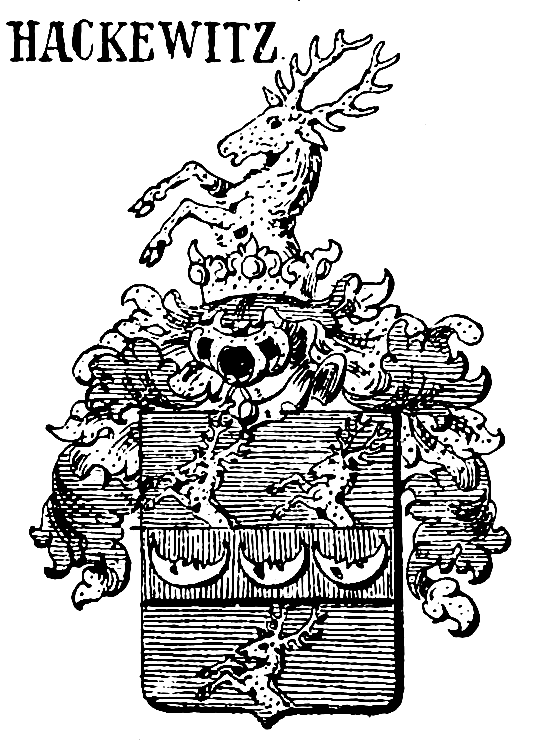
Wappen in Siebmachers Wappenbuch 1906

Das Wappen zeigt in Blau einen mit drei liegenden silbernen Monden belegten roten Balken, begleitet von (2:1) wachsenden goldenen Hirschen. Auf dem Helm mit blau-goldenen Decken ein wachsender goldener Hirsch. Das Wappen der Familie von Hackewitz ist Teil des Wappenfrieses der 24 Gutsherren und drei Städte im Kreishaus von Greifswald, die Mitglieder des ständischen Kreistages des Landkreises Greifswald waren.

## Bekannte Familienmitglieder
- Gustav von Hackewitz (1804–1873), preußischer Generalmajor
- Karl von Hackewitz (1838–1889), preußischer Generalmajor
- Lili von Hackewitz (1857–1924), deutsche religiöse Schriftstellerin
- Ottilie von Below, geb. von Hackewitz (1837–1894), deutsche Schriftstellerin